# Abu Dhabi National Oil Company
Abu Dhabi National Oil Company, ADNOC, är ett statligt oljebolag grundat 1971. Det ägs av Förenade Arabemiraten.
ADNOC har tillgång till oljereserver om 137 miljarder fat. Det är landets största företag och det fjärde största oljebolaget i världen, efter Total, BP och Shell.
ADNOC har verksamhet genom hela produktions- och distributionskedjan, inklusive raffinaderier och bensinstationer. Det är ett av världens ledande företag sett till oljereserver. Företaget driver två oljeraffinaderier, Ruwais och Umm Al Nar. ADNOC har arton dotterbolag som verkar i olika delar av produktionskedjan. Bolaget utvecklar både land- och havsbaserade gasfält. Naturgas exporteras i form av flytande naturgas och levereras till lokala el- och vattenverk, till andra industrier inklusive petrokemiska anläggningar och för återanvändning i reservoarer för att förbättra olje- och kondensatproduktion.

## Bildgalleri

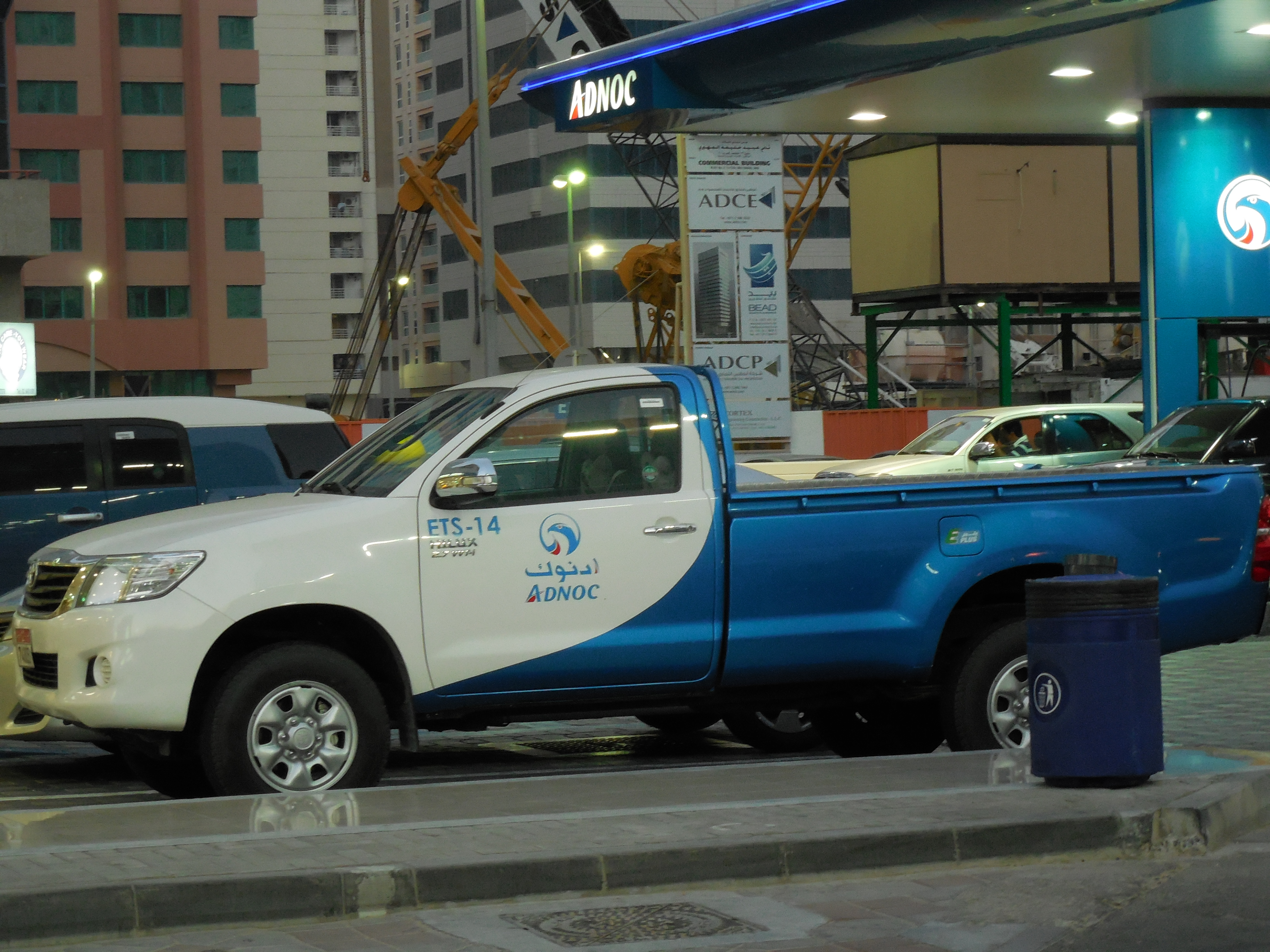
Bil tillhörande ADNOC.